# Liste des aires d'attraction des villes de la Charente-Maritime
La liste des aires d'attraction des villes de la Charente-Maritime est un fichier des aires d'attraction  des villes du département de la Charente-Maritime qui a été mis en place par l'INSEE lors de la révision du zonage des aires urbaines en France, ces dernières étant devenues obsolètes depuis 2020.

## Liste des 11 aires d'attraction des villes de la Charente-Maritime selon le zonage de 2020
Ce tableau comprend les 11 aires d'attraction des villes de la Charente-Maritime de plus de 5 000 habitants au recensement de 2022, dans les délimitations définies par l'Insee en 2020.
Liste des aires d'attraction des villes de la Charente-Maritime de plus de 5 000 habitants en 2022 (Population municipale)
| Rang | Nom de l'aire d'attraction des villes | Aire d'attraction | Unité urbaine | Nombre de communes | Superficie   | Densité de population |
| ---- | ------------------------------------- | ----------------- | ------------- | ------------------ | ------------ | --------------------- |
| 1    | La Rochelle                           | 250 957           | 140 640       | 72                 | 1 191,10 km2 | 207 hab/km²           |
| 2    | Saintes                               | 80 646            | 29 829        | 62                 | 845,50 km2   | 95 hab/km²            |
| 3    | Royan                                 | 74 288            | 40 409        | 26                 | 443,40 km2   | 166 hab/km²           |
| 4    | Rochefort                             | 66 902            | 38 313        | 33                 | 552,50km 2   | 120 hab/km²           |
| 5    | Saint-Jean-d'Angély                   | 20 733            | 7 917         | 37                 | 424,30 km2   | 49 hab/km²            |
| 6    | Jonzac                                | 16 364            | 5 423         | 35                 | 349,80 km2   | 47 hab/km²            |
| 7    | Surgères                              | 15 329            | 6 861         | 9                  | 210,10 km2   | 72 hab/km²            |
| 8    | Marennes                              | 11 763            | 9 663         | 3                  | 111,60 km2   | 106 hab/km²           |
| 9    | La Tremblade                          | 11 181            | 12 833        | 3                  | 106,90 km2   | 102 hab/km²           |
| 10   | La Flotte                             | 8 729             | 5 440         | 4                  | 38,0 km2     | 227 hab/km²           |
| 11   | Pons                                  | 6 597             | 4 308         | 8                  | 95,20 km2    | 69 hab/km²            |

Il est à noter que l'ancienne aire urbaine de Saint-Pierre-d'Oléron disparaît dans cette liste, l'INSEE ne l'a pas retenue comme aire d'attraction des villes lors de la révision des zonages de 2020.
Il en est de même pour les anciennes aires urbaines de  La Roche-Chalais-Saint-Aigulin et d' Ars-en-Ré - dont les périmètres avaient été délimités en 2010 - qui ne sont pas retenues dans la nouvelle nomenclature des aires d'attraction des villes définies en 2020.

## Pour approfondir